# نخلة كنارية

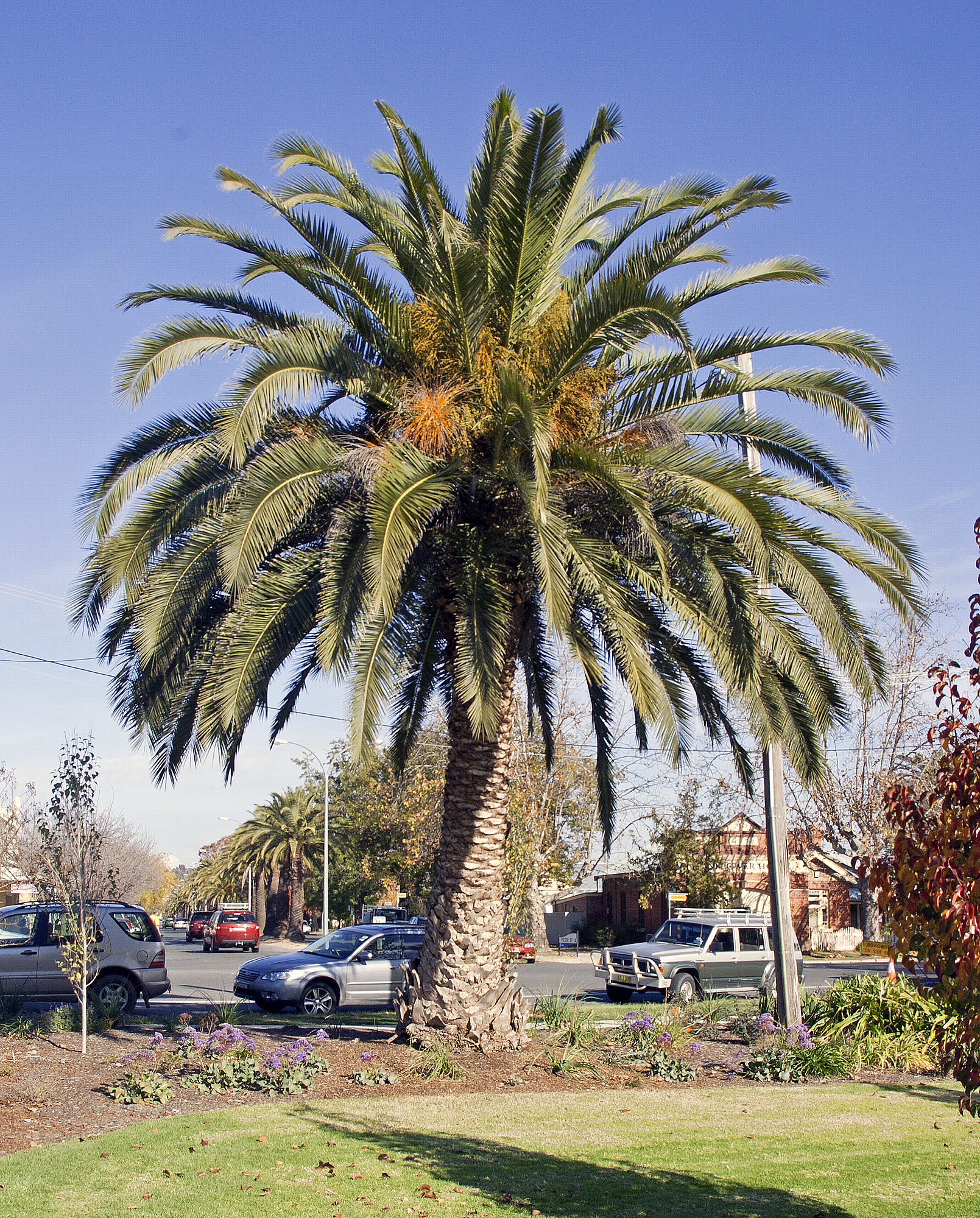

نخلة كنارية (الاسم العلمي:Phoenix canariensis) هي نوع من النباتات يتبع جنس النخلة من الفصيلة الفوفلية.